# Marcelo Apovian
Marcelo Apovian (* 21. Dezember 1972 in São Paulo) ist ein ehemaliger brasilianischer Skirennläufer. Er startete hauptsächlich in den Speeddisziplinen Abfahrt und Super-G sowie im Riesenslalom.

## Karriere
Apovian startete bei den Weltmeisterschaften 1991 erstmals bei einem internationalen Großereignis. Dort erreichte er als beste Platzierung den 50. Rang im Riesenslalom. Im darauffolgenden Jahr war er Teil der ersten brasilianischen Mannschaft, die an Olympischen Winterspielen teilnahm. In Albertville erreichte er als bestes Ergebnis den 73. Platz im Riesenslalom. Bei den Weltmeisterschaften 1996 in der Sierra Nevada belegte er im Riesenslalom den 38. Platz. Damit war er nach dem Australier Brett Vale und dem Südafrikaner Alexander Heath der drittbeste Nicht-Europäer.
Sein letztes internationales Rennen bestritt er bei den Olympischen Winterspielen 1998 in Nagano, wo er im Super-G den 37. und letzten Platz belegte.

## Erfolge

### Olympische Winterspiele
- Albertville 1992: 73. Riesenslalom, 75. Super-G, DNF Slalom
- Nagano 1998: 37. Super-G

### Weltmeisterschaften
- Saalbach-Hinterglemm 1991: 50. Riesenslalom, 68. Super-G,  68. Riesenslalom
- Morioka 1993: DNS Riesenslalom[3]
- Sierra Nevada 1996: 38. Riesenslalom, 74. Abfahrt, DNF Super-G
- Sestriere 1997: 61. Super-G, DNF Riesenslalom

### South American Cup
- 2 Platzierungen unter den besten 30